# Bild- und Filmamt
Das Bild- und Filmamt (BUFA) war eine während des Ersten Weltkrieges am 30. Januar 1917 von der deutschen Obersten Heeresleitung (OHL) gegründete Einrichtung zur Einbeziehung des Mediums Film in die psychologische Kriegführung. Entstanden ist das BUFA aus der am 1. November 1916 bei der Nachrichtenabteilung des Auswärtigen Amtes eingerichteten „Militärischen Film- und Fotostelle“. Maßgeblicher Betreiber der Gründung des BUFA war der Leiter der Militärischen Stelle des Auswärtigen Amtes, Oberstleutnant Hans von Haeften (1870–1937), der auch die Leitung des neuen Amtes übernahm.

## Aufgaben und Arbeitsweise
Die Aufgaben des BUFA, das alle regierungsamtlichen und militärischen Film- und Presseabteilungen – das Foto- und Filmzensurbüro, das Pressebüro des Generalstabs und das Filmbüro des Auswärtigen Amtes – vereinigte, bestanden u. a. in der Versorgung mit Filmen im Inland und an der Front, der Einrichtung von Feldkinos, der Heranziehung von Filmgesellschaften zu Produktionen im regierungsamtlichen Auftrag, der Verteilung des Rohfilmmaterials der AGFA und dem Vertrieb von Filmen im Ausland. Das BUFA setzte Kriegsberichterstatter ein, produzierte Filme und besaß eine eigene Kopieranstalt.
Seine gesamte Tätigkeit unterlag der Geheimhaltung. Einige Privatfirmen, zum Beispiel die Oskar-Messter-Film GmbH, wurden in das BUFA eingegliedert.

## Filme des BUFA (Auswahl)
- 1917: Bei unseren Helden an der Somme (Uraufführung 17. Januar 1917)[1]
- 1917: Der Feldarzt
- 1917: Graf Dohna und seine Möwe (siehe Möve (Schiff, 1914))
- 1917: Husaren am Ochridasee[2]
- 1917: Jan Vermeulen, der Müller aus Flandern[3][4][5]
- 1917: Der papierene Peter (Trickfilm, wirbt für Kriegsanleihen)[6]
- 1917: Der magische Gürtel
- 1917: Hein Petersen, vom Schiffsjungen zum Matrosen
- 1918: Dem Licht entgegen (Uraufführung 1. April 1918)
- 1918: Kinderhände
- 1918: U-Boote heraus! Mit U-Boot 178 gegen den Feind

## Gründung der Ufa
Das BUFA wurde am 4. Juli 1917 durch Erich Ludendorff in die Universum Film AG (UFA) umgewandelt, aus der nach Ende des Zweiten Weltkrieges – neben einer Reihe westdeutscher Privatfirmen – wiederum die ostdeutsche DEFA hervorging.

## Propagandastellen anderer Länder
In Österreich-Ungarn war während des Ersten Weltkrieges das k.u.k. Kriegspressequartier für die Bild- und Filmpropaganda zuständig, in Frankreich das Maison de la Presse, in Großbritannien das War Propaganda Bureau und in den USA das Committee on Public Information.